# Alessitimia

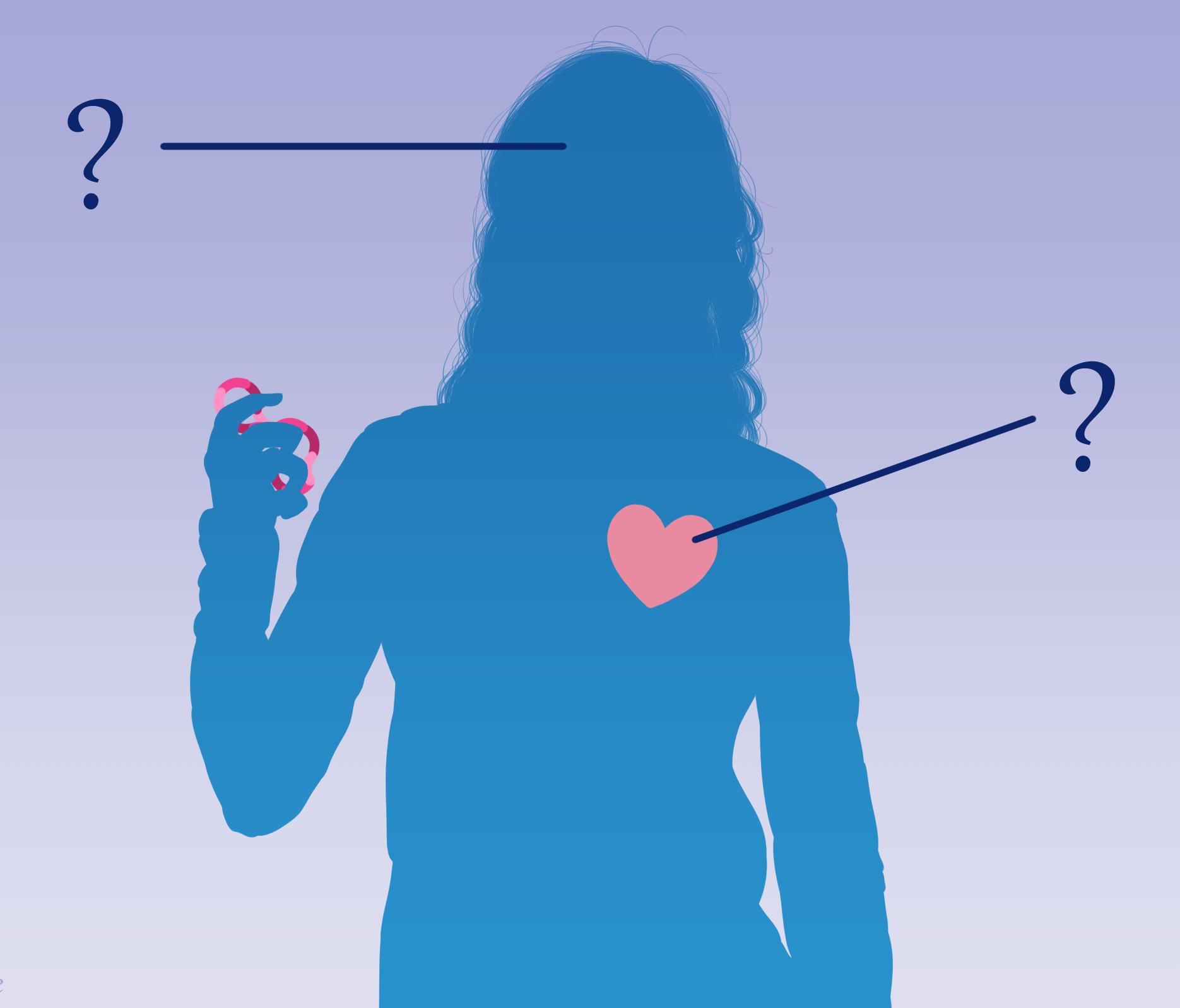
Rappresentazione artistica dell'alessitimia

L'alessitimia (anche alexitimia, dal greco a- «mancanza», lexis «parola» e thymos «emozione» dunque: «mancanza di parole per [esprimere] emozioni»), o analfabetismo emotivo, è un costrutto psicologico che descrive una condizione di ridotta consapevolezza emotiva, che comporta l'incapacità sia di riconoscere sia di descrivere verbalmente i propri stati emotivi e quelli altrui. Il termine analfabetismo emotivo è a volte utilizzato impropriamente a livello di psicologia popolare come sinonimo di "mancanza di abilità emotivo-relazionale" (intelligenza emotiva) dovuta alla mancata educazione alla socialità o all'"egoismo"; inoltre è da non confondere con i disturbi di empatia cognitiva dell'autismo, né con il deficit clinico di empatia presente nella psicopatia, nel disturbo antisociale di personalità (o sociopatia) e nel disturbo narcisistico.
Secondo alcuni autori l'alessitimia non dovrebbe essere considerata necessariamente una condizione patologica quanto piuttosto un tratto di personalità che predisporrebbe in maniera aspecifica alla somatizzazione. Questo punto di vista è rafforzato dal fatto che caratteristiche alessitimiche sono ritrovabili anche nella popolazione generale, in pazienti affetti da disturbo da stress post-traumatico, dipendenza da sostanze e disturbi alimentari. Tali dati lasciano quindi pensare che l'alessitimia vada considerata come una dimensione clinica transnosografica piuttosto che come un'entità nosologica a sé stante (disturbo). 
L'alessitimia è una caratteristica di alcuni disordini psichiatrici come il disturbo ossessivo-compulsivo e altri disturbi d'ansia, i disturbi dell'umore, il disturbo borderline di personalità.
Tale condizione è stata individuata e descritta per la prima volta negli anni cinquanta in pazienti affetti da patologie classicamente ed erroneamente definite come psicosomatiche (ulcera gastro-duodenale, eczema, asma, ecc., poi correttamente attribuite a fattori come allergie o la presenza di Helicobacter pylori) rafforzando così l'idea, già presente nella tradizione psicoanalitica, che tali pazienti fossero portati a esprimere la sofferenza emotiva (altrimenti inesprimibile) tramite la sofferenza fisica. Viene attualmente considerato anche come un possibile deficit della funzione riflessiva del Sé.

## Storia
Inizialmente ci si riferì a questa patologia con la locuzione «analfabetismo emotivo» (1954). Il termine alessitimia fu coniato da John Nemiah e Peter Sifneos all'inizio degli anni settanta, per definire un insieme di caratteristiche di personalità evidenziate in pazienti cosiddetti psicosomatici. Il nome venne divulgato per la prima volta nel 1976 alla XI Conferenza Europea sulle Ricerche Psicosomatiche.

## Caratteristiche
L'alessitimia si manifesta nella difficoltà di identificare e descrivere i propri sentimenti, e nel distinguere gli stati emotivi dalle percezioni fisiologiche. I soggetti alessitimici hanno grandi difficoltà a individuare quali siano i motivi che li spingono a provare o esprimere le proprie emozioni, e al contempo non sono in grado di interpretare le emozioni altrui. La loro capacità immaginativa e onirica è ridotta, talvolta inesistente, o focalizzata esclusivamente su costrutti bizzarri, istintivi e pulsionali o ripetizione banale di vita quotidiana o lavorativa; mancano di capacità d'introspezione, e tendono ad assumere comportamenti conformanti alla media. I soggetti alessitimici tendono anche a stabilire relazioni di forte dipendenza o, in mancanza di esse, preferiscono l'isolamento.
L'alessitimia è stata associata a uno stile di attaccamento insicuro-evitante, caratterizzato da un bisogno talvolta ossessivo di attenzioni e cure.
Altro processo psichico frequente nei soggetti con tratti di personalità alessitimici è l'incapacità di mentalizzare e simbolizzare l'emozione. L'emozione viene vissuta per via somatica (direttamente sul corpo e senza elaborazione mentale), e non interpretata cognitivamente, né concettualizzata per immagini mentali o parole che la sintetizzino e contengano. L'emozione è, per il soggetto alessitimico, la mera percezione fisica, disregolata e presimbolica, dei correlati psicofisiologici dell'attivazione emotiva.

## Diagnosi
Il test attualmente più diffuso e affidabile per la diagnosi dell'alessitimia è la TAS-20 (Toronto Alexithymia Scale), una scala psicometrica, di autovalutazione a 20 domande (item), creata nel 1985 (come TAS-26, con 26 item) e revisionata poi nel 1992 (con riduzione a 20 item), per identificare la presenza delle tre caratteristiche ritenute alla base del disturbo:
- la difficoltà nell'identificare le sensazioni;
- la difficoltà nel descrivere le sensazioni proprie e altrui;
- il pensiero orientato quasi solo all'esterno, e raramente verso i propri stessi processi endopsichici.

Per la valutazione delle caratteristiche alessitimiche, esistono altri sistemi di misurazione: inaugurata da Ruesch tra il 1948 e il 1957, fu l'osservazione sui pazienti, da cui derivò che loro producevano solo fantasie primitive e stereotipate. Murray, nel 1935, utilizza il TAT. Si tratta di 31 tavole rappresentanti foto, immagini, quadri, dal significato ambiguo, di cui 11 tavole vengono utilizzate per tutti i soggetti, e 20 sono specifiche per categorie di genere sessuale ed età. Sulle tavole vi sono rappresentati uno o più personaggi immersi in situazioni di vita quotidiana, e l'immagine è strutturata in diversi gradi. La tecnica utilizzata è basata sulla proiezione la cui caratteristica è lo stimolo poco strutturato (v. test psicologico proiettivo). Il test è individuale e il soggetto si trova seduto di spalle allo psicologo; in questo modo sono favorite le libere associazioni. Il soggetto deve costruire una storia intorno alla figura presentata, con un passato, un presente, un futuro, una conclusione e, infine, le considerazioni personali; ciò favorisce l'identificazione del soggetto con il personaggio principale, attribuendogli sentimenti e bisogni che fanno parte del suo vissuto, e sono espressione del suo mondo pulsionale (inconscio).
Il SAT9 (Objectively Scored Archetypal Test) è una tecnica proiettiva di disegno, utilizzata per valutare una caratteristica centrale dell'alessitimia: la funzione simbolica e la capacità del soggetto di creare delle fantasie. Consta di una lista di 9 oggetti o simboli (una spada, una cascata, un rifugio, un mostro, un qualcosa di ciclico, un personaggio, l'acqua, un animale, il fuoco) che vengono sottoposti all'individuo a cui viene chiesto di fare un disegno utilizzando questi 9 simboli e di scrivere una breve storia che spieghi il disegno. Con l'aumentare del grado di alessitimia, i disegni perderanno di originalità, nella forma e nel contenuto, poiché il soggetto risulta avere un deficit della funzione simbolica e incapace di difendersi dall'ansia provocata da certi simboli. 

## Comorbilità
L'alessitimia è risultata significativamente correlata a numerose condizioni patologiche sia di natura psicosomatica sia psicologica, come l'ipertensione, la dispepsia, i disturbi sessuali e la disfunzione erettile, l'abuso di sostanze e disturbi d'ansia (specialmente il disturbo ossessivo-compulsivo).. Inoltre si ritrova a volte nei disturbi dell'umore, e in alcuni disturbi di personalità (borderline, dipendente, evitante, schizotipico, schizoide) e in certe forme di schizofrenia.

## Alessitimia digitale
Per alessitimia digitale si intende l'incapacità di saper riconoscere e quindi gestire le emozioni e l'affettività causata dalla mediazione, nelle comunicazioni interpersonali, delle nuove tecnologie.
Le nuove tecnologie e il cyberspazio hanno infatti mutato e destrutturato le categorie spazio-temporali abbattendo le barriere fisiche e psicologiche tra gli individui.
Nelle comunicazioni mediate da computer (CMC) non c'è uno schema rigido emittente-ricevente, ma un flusso continuo, una fluidità senza limiti di un nuovo linguaggio basato soprattutto sulla comunicazione iconico-visiva. Nelle relazioni mediate dal web l'incontro con l'altro può essere quindi definito a "rischio ridotto": ci si mette in gioco nella misura in cui ci si vuole mettere in gioco.
On-line si stabiliscono quindi relazioni che, dal punto di vista emotivo, riducono il livello di stress, la mente può prendersi maggiori libertà. L'esclusione del corpo dalla CMC pone quindi importanti limiti alle comunicazioni: non c'è il linguaggio paraverbale ed è estremamente ridotto il non verbale (limitato smiley, emoji, eccetera...).
Riducendo gli stimoli, la CMC rende, da una parte, gli interlocutori meno preoccupati da come si è visti dall'altro (si generano meno inibizioni), dall'altro mancando i margini per stabilire un rapporto di dialogo interpersonale riflessivo e costruttivo, non educa al riconoscimento e alla conseguente gestione delle emozioni.
Inoltre, occasioni ridotte di vedere nel mondo reale i membri di una stessa famiglia, o di un gruppo di pari, interagire insieme e la differenza sostanziale nella qualità delle relazioni che si creano on-line e che spesso stimolano comunicazioni tra solo due interlocutori, ha disabituato gli individui alle dinamiche di gruppo che hanno carichi emotivi ben diversi.
Nel 1995 lo psichiatra Ivan Goldberg avanza la proposta provocatoria di individuare una categoria diagnostica precisa per creare una nuova classe nosografica, da poter inserire nel DSM-IV: l'Internet Addiction Disorder, cioè la dipendenza patologica da Internet. Nello stesso periodo, Kimberly Young, si occupa dei disagi che l'utilizzo eccessivo della Rete sembra comportare in alcuni soggetti più a rischio.
Internet, secondo Vittorino Andreoli, può dare emozioni, ma non stabilisce legami affettivi e negli adolescenti si avverte proprio la mancanza dell'educazione alla gestione dell'affettività. Inoltre l'arretratezza digitale dei genitori li rende spesso impotenti, delegittimando e depotenziando il ruolo genitoriale.